# Chùa Giồng Thành
Chùa Giồng Thành, tên chữ Long Hưng Tự 隆興寺, thuộc phường Long Sơn, thị xã Tân Châu, tỉnh An Giang và là một di tích được Bộ Văn hóa - Thông tin công nhận, xếp hạng cấp quốc gia vào ngày 12 tháng 12 năm 1986 tại Việt Nam.

## Vị trí
Chùa Giồng Thành tọa lạc trên một khu đất rộng, nhiều cây cối tươi tốt, cách đường lộ nhựa Phú Tân - Tân Châu và hữu ngạn sông Cái Vừng (một đoạn của sông Tiền) khoảng 300m, và chỉ cách thị xã Tân châu (tỉnh An Giang) 3 [hikilômét|km]].

## Lịch sử
Nghĩ địa thế đồn Châu Đốc (do Trấn thủ Vĩnh Thanh Lưu Phước Tường chủ trì xây dựng năm 1815) chật hẹp, chưa được tiện lợi để bảo vệ bờ cõi, đầu năm Quý Tỵ (1833) vua Minh Mạng đã ban lệnh cho Tổng đốc An Hà là Lê Bá Cương và Tuần phủ An Giang là Ngô Bá Nhân (hay Nhơn) chọn địa điểm khác để xây dựng thành trì.
Sau khi lựa được đất Long Sơn (trước đây thuộc Tân Châu Bảo) là nơi ở về thượng du, địa thế cao ráo, qua lại tiếp ứng, thiệt là chỗ hình thế hiểm trở, bèn đem việc ấy tâu lên, được nhà vua chấp thuận.
Năm 1834, thành Châu Đốc bị triệt phá. Tuy nhiên chưa rõ lý do gì, nhà vua lại thay đổi quyết định, tức cho xây dựng lại ở nơi cũ, còn công trình ở Long Sơn thì bị bỏ dở dang (hào thành chỉ đào được một số đoạn và chưa xây một viên đá hay viên gạch nào).
Theo sách Địa chí An Giang thì năm 1875, trên một giồng đất của tòa thành bị bỏ dở dang, Hòa thượng Trí Trang (Trần Minh Lý, 1825 - 1899) đã dựng lên một ngôi chùa nhỏ bằng tre lá, và được gọi là chùa Giồng Thành .
Đến năm 1927, Hòa thượng Chánh Hườn (1879 - 1947), là người xã Long sơn, nhận thấy cửa thiền ngày càng đông tín đồ mà chùa thì quá cũ kỹ và chật hẹp, nên đã xin với nhà cầm quyền Pháp, cho đi quyên góp để xây cất lại ngôi thờ Phật.
Năm 1970, Hòa thượng Chơn Như (1925 - 1972). cho trùng tu lại chùa theo kiến trúc kiểu Ấn Độ. Và đây là lần trùng tu lớn nhất, và tồn tại cho đến ngày nay.
Chùa Giồng Thành được cất theo chữ "Song Hỷ", gồm có 3 gian: chánh điện, nhà giảng và hậu tổ. Chánh điện và nhà giảng có 3 nóc , nhà hậu tổ có 3 nóc. Chánh điện thờ Phật Thích-ca Mâu-ni, Nam Tào, Bắc Đẩu. Nhà giảng thờ Phật Mẫu và nhà hậu tổ thờ các hòa thượng trụ trì chùa. Chùa lợp ngói móc, cột chánh điện bằng gỗ căm xe có vẽ rồng. Mặt gió của chùa cất theo kiểu Ấn Độ, phía trước trên nóc chùa có tháp hai tầng hình phễu úp ngược, nên phải và bên trái nóc chùa có hai tháp.
Vào những năm đầu thập niên 20 của thế kỷ 20, hội kín tên Thiên Địa hội (kèo xanh, kèo Vàng) của Phan Xích Long, đã chọn chùa Giồng Thành làm cơ sở để qui tụ người chống thực dân Pháp, bởi Hòa thượng Chánh Hườn là hội viên Hội kèo vàng .
Theo tấm bia đá dựng trước sân chùa, thì từ năm 1928 đến năm 1929, phó bảng Nguyễn Sinh Sắc có đến cư ngụ ở chùa này, để truyền bá tinh thần yêu nước cho nhân dân ông.
Ngoài ra, trong thời kỳ kháng Pháp và kháng Mỹ của dân tộc Việt, chùa Giồng Thành là điểm giao liên của Khu 8, Trung ương cục miền Nam, là cơ sở của Tỉnh ủy Châu Đốc, huyện ủy Tân Châu...

## Sách tham khảo
- Quốc sử quán triều Nguyễn, Quốc triều chính biên toát yếu. Nhà xuất bản Văn Học, 2002.
- Quốc sử quán triều Nguyễn, Đại Nam thực lục (tập 3, phần Thực lục về Thánh tổ Nhân hoàng đế). Nhà xuất bản Giáo dục, 2007.
- Nhiều người soạn, Địa chí An Giang (tập 2). UBND tỉnh An Giang tổ chức biên soạn và ấn hành năm 2007.